# Alexander Neckam
Alexander Neckam (n. 8 septembrie 1157, St Albans, Anglia, Regatul Unit – d. 31 martie 1217, Kempsey⁠(d), Malvern Hills, Anglia, Regatul Unit) a fost un învățat englez, profesor, teolog și stareț al mănăstirii Cirencester din 1213 până la moartea sa.